# 후지무라 다이스케
후지무라 다이스케(일본어: 藤村 大介, 1989년 7월 25일 ~ )는 일본의 전 프로 야구 선수이자 야구 지도자이며, 현재 요미우리 자이언츠의 3군 내야 수비 주루 코치이다. 구마모토현 구마모토시 주오구 출신이며 현역 시절 포지션은 내야수였다.
애칭은 ‘피노무라’(ぴの村, ピノ村)이다.

## 인물

### 프로 입단 전
구마모토 시립 조세이 초등학교 시절인 4학년 때부터 야구를 시작하였고 5학년 때에는 구마모토 시립 다쿠마히가시 초등학교로 전학, 이후 구마모토 시립 후타오카 중학교에 재학할 당시에는 경식 야구팀에서 소속되어 3루수와 우익수로서 활약하는 등 전국 대회에 3차례나 출전하기도 했다.
구마모토 공업고등학교에서는 2학년 여름부터 주전 선수로 뛰었고 2005년 여름, 2006년 여름, 2007년 봄(팀은 4강에 진출)에 고시엔 대회 출전을 완수했다.
2007년도 고교생 드래프트 회의에서는 사토 요시노리의 낙첨에 의해 요미우리 자이언츠로부터 1순위로 지명을 받아 11월 8일에 계약금 7,500만 엔과 연봉 600만 엔으로 계약을 맺었다. 등번호는 54번으로 배정되었고 이것은 구마모토 공업고등학교의 선배인 오가타 고이치(등번호 44번을 착용)를 넘어주었으면 좋겠다는 하라 다쓰노리 감독의 기대가 담겨져 있다. 후지무라는 “오가타 선배를 뛰어넘을 수 있도록 노력해서 장래에는 도루왕 타이틀을 차지하고 싶다”라고 말했다.
베이스를 일주할 때의 13초 7, 1루 도달은 3초 8, 100미터 달리기 11초 10, 50미터 달리기 5초 8의 기록을 갖고 있을 정도의 준족인데 플레이 스타일이 오가타 고이치와 닮아 있어 ‘오가타 2세’라고 불릴 정도였다. 주루 센스가 있는 후지무라의 장점이 드래프트 직후에 방송된 뉴스 프로그램에서 드래프트의 뒷이야기를 다룬 내용을 특집으로 편성되기도 했다.

### 프로 입단 후

#### 2008년
이듬해 내야수로 등록이면서 2군에서의 외야수 부족 때문에 정규 경기에서의 첫 출전이 된 6월 1일에는 중견수로서 선발 출전했다. 전년도 12월에 오른쪽 발목이 삐었기 때문에 출발이 늦어졌지만 2군에서 외야수, 2루수, 유격수로서 38경기에 출전하는 등 61타수 19안타를 기록하여 타율 3할 1푼 1리, 6타점, 도루 3개의 성적을 남겼다.

#### 2009년
2군에서 64경기에 출전하여 152타수 42안타를 기록해 타율 2할 7푼 6리, 9타점, 도루 10개의 성적을 남겼다.

#### 2010년
작년과 마찬가지로 2군에서 84경기에 출전해 277타수 78안타, 타율 2할 8푼 2리와 11타점, 17개의 도루를 기록하며 시즌을 마쳤다. 7월에는 프레시 올스타전에 1번·2루수로서 선발 출전했다.

#### 2011년
이듬해 5월 10일에는 처음으로 1군에 승격하였고 같은 날 요코하마 베이스타스전에서 데뷔 이후 첫 출전을 했다. 5월 13일 히로시마 도요 카프전에서는 처음으로 선발 출전하면 첫 도루를 기록했고 5월 14일의 히로시마전에서도 프로 데뷔 첫 안타를 기록했다. 이후에 와키야 료타를 대신하는 주전 2루수를 차지했고 10월 11일 한신 타이거스전에서는 끝내기 2루타를 때려냈다. 당초 목표였던 30도루를 달성하는 데에는 실패했지만 28개의 시즌 최다 도루를 기록하여 자신의 첫 타이틀인 도루왕을 차지했다. 요미우리 선수가 도루왕을 차지한 사례는 1993년의 오가타 고이치 이후 18년 만의 일이며 2007년도 드래프트 입단 선수로서는 처음으로 1군에서의 개인 타이틀을 획득한 선수가 되었다. 그러나 정규 시즌 종료 후 클라이맥스 시리즈에 대비하기 위해 미야자키 현에서 합숙하는 도중 복통을 호소하면서 전력에서 이탈되었고 급성 맹장염이라는 진단을 받아 수술을 받았다. 시즌 종료 후에는 등번호를 0번으로 변경되었다.

#### 2012년
연초에는 아베 신노스케가 머무르고 있는 괌으로 떠나 개인 훈련에 참가했고 자신으로서는 처음으로 개막을 1군에서 맞이했지만 2루수의 정위치를 잃어버리면서 데라우치 다카유키나 후루키 시게유키와 병용되었다. 또 작년의 도루왕이면서 5월 8일의 요코하마전에서는 안타 하나면 경기를 승리로 끝낼 수 있는 상황에서 대주자인 스즈키 다카히로가 출전했다. 시즌 종반이 되면 컨디션을 되찾아 9월 이후에는 거의 모든 경기에서 2번·2루수로 선발 출전했다. 작년부터 타석 수는 줄어들었지만 작년을 웃도는 2할 5푼 2리의 타율을 기록한 반면 도루수 14개, 도루 성공률(.667) 모두 작년보다 성적이 떨어졌다.
주니치 드래건스와의 클라이맥스 시리즈 파이널 스테이지에서는 1차전과 2차전에 2번·2루수로 선발 출전했지만 3차전 이후에는 선발에서 제외되었다. 팀은 일본 시리즈에서 닛폰햄을 누르고 우승했지만 후지무라는 포스트 시즌 합계인 10타수 무안타, 일본 시리즈 4차전에서는 끝내기 패배로 연결되는 실책을 범했다. 계약 갱신에서는 200만 엔이 삭감된 2,200만 엔으로 서명했다.

## 에피소드
- 좋아하는 프로 야구 선수는 가와사키 무네노리이다.
- 여자 프로 골퍼인 고가 미호와는 6촌에 해당되며 졸업한 초등학교와 중학교는 같다.
- 그의 친아버지도 고교 시절 준족을 가질 정도의 1번 타자로 활약했고 규슈가쿠인 고등학교 시절인 1980년 봄에 열린 고시엔 대회에 출전하기도 했다. 그 다리를 봉하기 위해 외야수에서 포수로 변경된 것이 구마모토 공업고등학교의 선배에 해당되는 이토 쓰토무였다.

## 상세 정보

### 출신 학교
- 구마모토 현립 구마모토 공업고등학교

### 선수 경력
- 요미우리 자이언츠(2008년 ~ 2017년)

### 지도자 경력
- 요미우리 자이언츠 2군 수비 주루 코치(2019년)
- 요미우리 자이언츠 3군 내야 수비 주루 코치(2020년 ~ )

### 수상·타이틀 경력
- 도루왕 : 1회(2011년)

### 개인 기록
- 첫 출장 : 2011년 5월 10일, 대 요코하마 베이스타스 4차전(조모 신문 시키시마 구장), 8회말에 데라우치 다카유키의 대타로 출장
- 첫 타석 : 상동, 8회말에 사나다 히로키로부터 3루 땅볼
- 첫 선발 출장 : 2011년 5월 13일, 대 히로시마 도요 카프 4차전(MAZDA Zoom-Zoom 스타디움 히로시마), 8번·2루수로서 선발 출장
- 첫 도루 : 상동, 7회초에 2루 안착(투수 : 브라이언 벌링턴, 포수 : 이시하라 요시유키)
- 첫 안타 : 2011년 5월 14일, 대 히로시마 도요 카프 5차전(MAZDA Zoom-Zoom 스타디움 히로시마), 1회초에 후쿠이 유야로부터 유격 내야 안타
- 첫 타점 : 2011년 5월 25일, 대 후쿠오카 소프트뱅크 호크스 1차전(도쿄 돔), 5회말에 와다 쓰요시로부터 중전 적시타

### 등번호
- 54(2008년 ~ 2011년)
- 0(2012년 ~ 2016년)
- 57(2017년)
- 104(2020년 ~ )
- 96(2019년)

### 연도별 타격 성적
| 연 도      | 소 속      | 경 기 | 타 석 | 타 수 | 득 점 | 안 타 | 2 루 타 | 3 루 타 | 홈 런 | 루 타 | 타 점 | 도 루 | 도 루 자 | 희 생 번 | 희 생 플 | 볼 넷 | 고 4 | 사 구 | 삼 진 | 병 살 타 | 타 율 | 출 루 율 | 장 타 율 | O P S |
| ---------- | ---------- | ----- | ----- | ----- | ----- | ----- | ------- | ------- | ----- | ----- | ----- | ----- | -------- | -------- | -------- | ----- | ---- | ----- | ----- | -------- | ----- | -------- | -------- | ----- |
| 2011년     | 요미우리   | 119   | 407   | 352   | 40    | 78    | 7       | 0       | 0     | 85    | 15    | 28    | 7        | 30       | 3        | 20    | 1    | 2     | 74    | 3        | .222  | .265     | .241     | .507  |
| 2012년     | 요미우리   | 109   | 279   | 238   | 30    | 60    | 7       | 2       | 0     | 71    | 10    | 14    | 7        | 26       | 0        | 15    | 0    | 0     | 35    | 2        | .252  | .296     | .298     | .594  |
| 2013년     | 요미우리   | 40    | 72    | 68    | 8     | 13    | 1       | 0       | 0     | 14    | 1     | 4     | 1        | 1        | 0        | 3     | 0    | 0     | 13    | 0        | .191  | .225     | .256     | .431  |
| 2014년     | 요미우리   | 21    | 29    | 27    | 5     | 5     | 1       | 0       | 0     | 6     | 1     | 3     | 0        | 0        | 0        | 2     | 0    | 0     | 4     | 0        | .185  | .241     | .222     | .463  |
| 2016년     | 요미우리   | 5     | 6     | 4     | 0     | 0     | 0       | 0       | 0     | 0     | 0     | 0     | 0        | 1        | 0        | 1     | 0    | 0     | 0     | 0        | .000  | .200     | .000     | .200  |
| 통산 : 5년 | 통산 : 5년 | 294   | 793   | 689   | 83    | 156   | 16      | 2       | 0     | 176   | 27    | 49    | 15       | 58       | 3        | 41    | 1    | 2     | 126   | 5        | .226  | .271     | .255     | .526  |

- 굵은 글씨는 시즌 최고 성적.

### 연도별 수비 성적
| 연도 | 소속     | 2루   | 2루   | 2루   | 2루   | 2루   | 2루      | 3루   | 3루   | 3루   | 3루   | 3루   | 3루      | 유격  | 유격  | 유격  | 유격  | 유격  | 유격     | 외야  | 외야  | 외야  | 외야  | 외야  | 외야     |
| 연도 | 소속     | 경 기 | 척 살 | 보 살 | 실 책 | 병 살 | 수 비 율 | 경 기 | 척 살 | 보 살 | 실 책 | 병 살 | 수 비 율 | 경 기 | 척 살 | 보 살 | 실 책 | 병 살 | 수 비 율 | 경 기 | 척 살 | 보 살 | 실 책 | 병 살 | 수 비 율 |
| ---- | -------- | ----- | ----- | ----- | ----- | ----- | -------- | ----- | ----- | ----- | ----- | ----- | -------- | ----- | ----- | ----- | ----- | ----- | -------- | ----- | ----- | ----- | ----- | ----- | -------- |
| 2011 | 요미우리 | 119   | 252   | 320   | 5     | 47    | .991     | -     | -     | -     | -     | -     | -        | -     | -     | -     | -     | -     | -        | -     | -     | -     | -     | -     | -        |
| 2012 | 요미우리 | 100   | 165   | 205   | 3     | 35    | .992     | -     | -     | -     | -     | -     | -        | 1     | 0     | 3     | 0     | 0     | 1.000    | -     | -     | -     | -     | -     | -        |
| 2013 | 요미우리 | 35    | 43    | 57    | 1     | 10    | .990     | 1     | 0     | 0     | 0     | 0     | .000     | 2     | 3     | 1     | 0     | 0     | 1.000    | -     | -     | -     | -     | -     | -        |
| 2014 | 요미우리 | 10    | 17    | 12    | 1     | 5     | .967     | 2     | 0     | 0     | 0     | 0     | .000     | -     | -     | -     | -     | -     | -        | 1     | 3     | 0     | 0     | 0     | 1.000    |
| 2016 | 요미우리 | 1     | 1     | 1     | 0     | 0     | 1.000    | 1     | 0     | 0     | 1     | 0     | .000     | -     | -     | -     | -     | -     | -        | -     | -     | -     | -     | -     | -        |
| 통산 | 통산     | 265   | 478   | 595   | 10    | 97    | .991     | 4     | 0     | 0     | 1     | 0     | .000     | 3     | 3     | 4     | 0     | 0     | 1.000    | 1     | 3     | 0     | 0     | 0     | 1.000    |